# TV SLO 2
TV SLO 2 es el segundo canal de televisión público de Eslovenia, perteneciente a RTV SLO. Está dedicado a la cobertura de eventos deportivos, programación cultural y otros espacios sin cabida en el primer canal.

## Historia
El canal inició emisiones como TV Ljubljana 2 el 1 de junio de 1970 emitiendo principalmente programas de otros miembros de JRT, principalmente de RTV Zagreb y RTV Belgrado. Sin embargo, en 1979 el canal empezó a emitir programación independiente.
En 1991 el canal adoptó su actual denominación y en 2012 adoptó su actual imagen corporativa y empezó a emitir en HD, en sustitución al canal TV SLO HD.
El canal dejó de emitir teletienda en enero de 2025, junto con Radio Val 202.

## Imagen corporativa

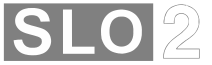
1992 - 1997
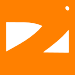
1997 - 2000
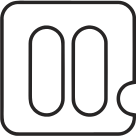
2000 - 2007
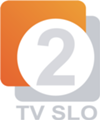
2007 - 2012
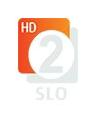
2007 - 2012 (Logo en HD)
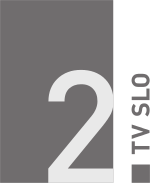
Desde 2012